# Doriana conspersa
Doriana conspersa är en insektsart som först beskrevs av Walker 1858.  Doriana conspersa ingår i släktet Doriana och familjen Flatidae. Inga underarter finns listade i Catalogue of Life.